# Endemikus élőlény

A veszélyeztetett endemikus madárfajok száma országonként, 2019-ben a Természetvédelmi Világszövetség vörös listája alapján

Endemikus vagy bennszülött élőlény az, amely elszigetelten tenyészik, elterjedési területe rendszerint valamilyen különös természeti földrajzi tényezővel jellemezhető és feltételezik, hogy ott is keletkezett (vagyis egyben ott őshonos, de máshol nem található meg). Az endemizmus görög eredetű szó, azt a jelenséget írja le, amikor valamely faj elterjedése (area) a Föld viszonylag kicsiny területére korlátozódik. Endemikus növény lehet faj, nem, család, kisebb vagy nagyobb rendszertani egység. (Betegségek esetében, amelyek bizonyos vidékeken állandóan mutatkoznak is használt fogalom.) (Ellenpárja a kozmopolita élőlény, amely az egész Földön, vagy annak nagyobb részén megtalálható. Ezek, akárcsak az endemikus élőlények lehetnek öshonosak egy adott területen.)
Szubendemikusnak azokat a fajokat szokás nevezni, melyek endemikusak, de elterjedésük a közel szomszédos területekre is kiterjed.
Ezek a fajok (vagy alfajok) általában az adott terület legértékesebb képviselői, amelyek hathatós védelmet kívánnak.
A bennszülöttek azon részét, amik egyben maradványok (reliktumok) is, ereklyefajoknak nevezik.

## Bennszülött fajok a Kárpát-medencében
A magashegységekkel körbevett Kárpát-medence is izolátumnak (földrajzilag elszigetelt területnek) tekinthető bizonyos mértékig. Egyes állatcsoportokban, például a puhatestűeknél feltűnően nagy, mintegy 30 % a bennszülött fajok aránya, de a magyarországi barlangok is igen gazdagok ilyen fajokban. Az endemikus növények jórészt a negyedidőszaki flóraváltozások során keletkeztek. A Kárpát-medence belső részein az úgynevezett „pannóniai bennszülöttek” előfordulása jellemző, ezek többsége fiatal kialakulású, még csak alfaji szinten különültek el a rokon populációtól, mint a magyar sóvirág (Limonium gmelini ssp. hungaricum), vagy magyar kökörcsin (Pulsatilla pratensis ssp. hungarica). Jelentős a bennszülöttek aránya a Déli- és a Keleti-Kárpátokban, a Bánát hegységeiben, az Erdélyi-szigethegységben, a Mecsekben, Bükkben és az Aggteleki-hegység karsztjain.
Kárpát-medencei bennszülött fajok például
növények
- dolomit- vagy pilisi len (Linum dolomiticum)
- tornai vértő (Onosma tornensis)
- magyar gurgolya (Seseli leucospermum)
- Sadler-husáng (Magyarföldi husáng; Ferula sadleriana)
- bánáti bazsarózsa (Paeonia banatica ssp. hungarica)
- magyar mézpázsit (Puccinellia hungarica) - kipusztult
- magyar sóvirág (Limonium gmelini ssp. hungaricum)
- magyar kökörcsin (Pulsatilla pratensis ssp. hungarica)
- Jósika bárónő orgonája (Jósika-orgona, Syringa josikaea) - ereklyefaj

állatok
- keleti ajtóscsiga (Pomatias rivulare) - ereklyefaj
- bánáti csiga (Chilostoma rivulare) - ereklyefaj
- kárpáti forráscsiga (Sadleriana pannonica)
- fekete rajzoscsiga (Melanopsis parreysi)
- szemcsés vakászka (Mesoniscus graniger) - Aggtelek
- erdélyi tarsza (Isophya stysi)
- erdélyi avarszöcske (Pholidoptera transsylvanica)
- rákosi vipera (Vipera ursini rakosiensis), amely hazánk egyik leginkább veszélyeztetett állata!